# Agudo (ort)
Agudo är en ort i Brasilien.   Den ligger i kommunen Agudo och delstaten Rio Grande do Sul, i den södra delen av landet, 1 600 km söder om huvudstaden Brasília. Agudo ligger 73 meter över havet och antalet invånare är 16 714.
Terrängen runt Agudo är huvudsakligen kuperad, men åt sydväst är den platt. Det finns inga andra samhällen i närheten.
I omgivningarna runt Agudo växer i huvudsak städsegrön lövskog. Runt Agudo är det ganska glesbefolkat, med 22 invånare per kvadratkilometer.